# Station Les Saules
Station Les Saules is een spoorwegstation aan de spoorlijn Choisy-le-Roi - Massy - Verrières. Het ligt in de Franse gemeente Orly in het departement Val-de-Marne (Île-de-France).

## Geschiedenis
Het station is in mei 1967 geopend door de SNCF.

## Ligging
Het station ligt op kilometerpunt 11,721 van de spoorlijn Choisy-le-Roi - Massy - Verrières.

## Diensten
Het station wordt aangedaan door treinen van de RER C tussen Pontoise en Massy-Palaiseau of Pont-de-Rungis - Aéroport d'Orly. Sommige treinen hebben in plaats van Pontoise Montigny - Beauchamp als eindpunt, in verband met capaciteitsproblemen.

## Vorig en volgend station
| Richting                            | Vorig station | Lijn  | Volgend station | Richting                                                |
| ----------------------------------- | ------------- | ----- | --------------- | ------------------------------------------------------- |
| Pontoise C1 Montigny - Beauchamp C3 | Choisy-le-Roi | RER C | Orly-Ville      | Massy-Palaiseau C2 Pont-de-Rungis - Aéroport d'Orly C12 |